# Diario Español
Diario Español va ser l'únic diari publicat a la província de Tarragona (1939-1984) i les seues comarques durant la dictadura feixista espanyola (1939 - 1975). La derrota republicana de 1939 va portar a la desaparició de tota la premsa no provincial. El feixista Diario Español va ser l'únic periòdic tolerat. La rica tradició periodística de les ciutats del Camp i de les Terres de l'Ebre va desaparèixer. Es tractava d'un mitjà provincial que pertanyia a la cadena FET i de las JONS i de la qual va esdevenir el portaveu oficial. El primer exemplar apareix el 17 de gener de 1939, dos dies després que les tropes feixistes entressen a la ciutat de Tarragona. El periodista del Servicio Nacional de Prensa, Lluís Climent, fou el que va iniciar-ne l'activitat per ordres dels seus superiors, entre ells el ministre de Governació Serrano Suñer, el qual li va proposar el nom de Diario Español, en substitució de l'antic nom de Diari de Tarragona. Amb l'arribada de la democràcia va conviure amb altres mitjans fins que l'any 84 va recuperar la capçalera de Diari de Tarragona.

## Origen
El 15 de gener de 1939 les tropes rebels van entrar a Tarragona, i amb elles, un delegat de Premsa i Propaganda: Lluís Climent Cicujano, el qual va treballar durant dos dies intensament amb el pressupost de 1.000 pessetes per tal que el dia 17 aparegués la primera publicació de Diario Español a dues pàgines amb el retrat de Franco per portada i titulada: "¡Tarragona por España!" A més a més s'hi anunciava amb un comunicat que Tarragona, Reus i 28 pobles més havien estat "alliberats".
El primer exemplar va ser editat als tallers de Francesc Sugrañés, tot i que l'objectiu de Climent era que fos als tallers Suc. de Torres i Virgili que va intentar expropiar mitjançant una denúncia en què afirmava que els propietaris eren "separatistes i rojos". El Tribunal de Responsabilitats Polítiques va reconèixer la falsedat de la denúncia per falta de proves i el diari es va editar als tallers del carrer de Sant Francesc on fou mobilitzat el personal (3 caixistes i 2 linotipistes). Quan la retenció dels tallers de Suc. de Torres i Virgili va ser aixecada, el seu personal va passar a treballar en la confecció de Diario Español.
El mateix Climent explica les dificultats que va tindre per fundar el diari: "Con las mil pesetas que ya eran menos, tenía que encontrar papel, imprenta, acondicionamiento, personal, etc".

## Trajectòria
Diario Español és la clara referència de la història de Tarragona durant l'etapa de la dictadura franquista. Malgrat tot, i ideològicament parlant, Diario Español no destaca per ser un mitjà evolutiu, més aviat camaleònic d'acord amb el context del moment. Va haver de seguir sempre un criteri imposat per les esferes governamentals del moment, així com els seus directors eren periodistes adeptes al règim. El pensar i actuar de la premsa i la ràdio era assenyalat per una Direcció General que marcava diàriament les normes a seguir i el que no seguia la norma, era censurat. El seu objectiu era exaltar els valors del nou Estat feixista.
En els seus inicis va començar a trompicons degut a les condicions de la guerra. Les primeres edicions del diari van tindre una tirada d'uns 1.000 exemplars sense publicitat perquè el comerç tenia altres prioritats.
En els seus inicis es va dedicar a explicar mitjançant les cròniques els èxits de la guerra contra el govern de la República i acabat el període bèl·lic, es va utilitzar com a mitjà propagandista per consolidar el règim feixista. El mitjà, molt provincià, es dedicà a difondre notícies i anunciar esdeveniments tant polítics com religiosos: la formació d'una nova diputació i un nou ajuntament de Tarragona, festivitats de Setmana Santa, el canvi de moneda, consells de guerra, el preu de les queviures, canvis de noms de carrers, etc. Entre les informacions, s'introduïen imperatius legals que arribaven des del Govern com la prohibició de parlar qualsevol llengua que no fos el castellà entre funcionaris i ciutadans.
A finals de l'any 1941 Climent va abandonar Diario Español perquè li van donar el càrrec de director al diari saragossà Amanecer. El va substituir el periodista Josep Cusidó i Piñol, que en uns inicis entrà al diari depenent del Servei Nacional de Premsa.
Cusidó va cercar nous locals per a muntar tallers i oficines propis, i els trobà al carrer Arquitecte Rovira-Martí Ardenya. Les obres del local van finalitzar el gener de 1945 i s'hi va muntar una rotoplana amb tiratge de 6.000 exemplars per hora, a 16 pàgines, tres linotips i dos teletips, que van substituir l'aparell "Hell" que ja havia quedat antiquat. El 29 de gener de 1945 va ser el darrer dia que el diari es va confeccionar als tallers de Suc. de Torres i Virgili. El 1953 es va ampliar l'edifici amb un altre pis on es van instal·lar la redacció, Direcció, sala de teletips, arxiu i sala de visites.
L'agost de l'any 1949 va morir el director Cusidó, que se'l recordarà perquè sota la seua direcció es va poder rescatar el Fòrum Romà, en perill de desaparèixer, salvar la Plaça de Toros i celebrar el retorn de la nina de la necròpolis i els ex-vots de Sant Magí. El mateix any, Félix Morales Pérez substitueix l'anterior director, tot i que va durar poc, ja que l'any 1953 pren el comandament del diari Domingo Medrano, el qual va estar com a director vint anys.
Mentre Medrano va estar de director, Diario Español va tornar a canviar d'ubicació, aquest cop al carrer de Doménec i Guansé. Era una època en què la plantilla ja comptava amb uns 60 treballadors amb corresponsals a Reus, Tortosa, Valls, Gandesa, Montblanc, Vila-Seca i Cambrils.
El 1972, Valentí Domínguez va agafar el relleu de Medrano durant uns pocs mesos i el juny de 1973 va ser nomenat director Francisco Gutiérrez Latorre. L'abril de 1975 Pio Gómez Nisa va passar a ser director, tot i que per problemes de salut ho fou David Castillo Biesa.
Amb la mort del dictador Franco, Diario Español vol demostrar que la publicació no és més que un punt d'enllaç o de represa entre l'Estat feixista i la instauració d'un nou règim polític que encara no s'acabava de definir. En l'etapa de la transició, va obrir les seues columnes per exposar-hi tota mena de criteris i idearis sempre que anessen firmades per un partit polític o persona solvent.
| «                                                                    | És ara el portaveu de tots i de tothom, sense diferenciació de cap mena ni de cap partidisme, sense que ningú li pugui barrar el pas, i si algú l'hi vol barrar, saber-lo esquivar amb destresa i amb raó. | » |
| — Josep P. Virgili i Sanromà, Tarragona i la seva premsa (1900-1980) | |   |

El 28 de novembre de 1980 va ocupar el càrrec de director José Maria Marcelo Serrano fins al dia de la seua mort el 31 d'octubre de 1981, que el va substituir interinament David del Castillo. L'últim director va ser Julio Riquelme que va exercir com a tal des del 9 d'abril de 1983 fins al 15 de maig de 1984 quan PROMICSA va comprar Diario Español.

## Aspectes tècnics
La capçalera de Diario Español va patir diferents canvis al llarg de la seu temps de vida (1939- 1984). En els seus inicis fou Diario Español de la Falange Española Tradicionalista y de las JONS. Portava com a subtítol: "Por Dios por España y por Franco". A finals de l'any 1961 va canviar a Diario Español del Movimiento en Tarragona. A mitjans d'abril de l'any 1966 es va consolidar solament com a Diario Español i a partir de gener de 1981, Diario Español de Tarragona. L'adjectiu "Español" en aquest darrer període queda en segon terme com si fos un modest complement, i la preferència és pel nom de "Tarragona", destacat i afegit després de "Diario".
Les mesures del primer número era de: 500 x 350 mm. A partir del segon va ser de 400 x 280 mm. L'últim fou de 410 x 290 mm.

## Preus
- El 17 de gener de 1939: 15 cèntims de pesseta.
- El 1942: 25 cèntims.
- El 1946: 30 cèntims.
- El 1950: 40 cèntims.
- El 1951: 70 cèntims.
- El 1954: 80 cèntims.
- El 1955: 1 pesseta.
- El 1963: 2 pessetes.
- El 1968: 3 pessetes.
- El 1970: 4 pessetes.
- El 1971: 6 pessetes.
- El 1974: 7 pessetes.
- El 1976: 10 pessetes.
- El 1977: 12 pessetes.
- El 1978: 15 pessetes.
- El 1979: 20 pessetes.
- El 1981: 25 pessetes.

## Seccions fixes
- Secció reusenca: Cotitzacions de mercats, telèfons d'urgència, farmàcies de torn, centres oficials, etc.
- Secció d'espectacles de Tarragona, Reus, Salou, Torredembarra, Móra d'Ebre, Roda de Berà...
- Cotitzacions de Borsa.
- La llista de números premiats per la loteria en facsímil.
- Secció d'anuncis per paraules i propaganda en general.

## Personal

### Directors
- Lluís Climent i Cicujano (1939-1941)
- Josep Cusidó i Piñol (1941-1949)
- Félix Morales Pérez (1949-1951)
- Domingo Medrano (1951-1972)
- Valentí Domínguez Isla (1972-1973)
- Francisco Gutiérrez Latorre (1973-1975)
- Pio Gómez Niza (1975-1980)
- Jose M. Marcelo Serrano (1980-1981)
- David del Castillo (1981-1983)
- Julio Riquelme (1983-1984)

### Redactors i col·laboradors
- José García Cambra
- Jaume Climent
- Josep Cusidó i Piñol
- Julieta Mitjavila
- Alonso Villalobos
- Rafael Codornié
- David Castillo Biesa
- José Gómez Camba
- Mariano Montoro
- Francisco Cabanas Zárate
- Pío Gómez Niza
- J.M. Marcelo Serrano
- Ramon Vergara i Alomà
- Genaro Mineto
- Llucieta Canyà
- Jesús Alsina
- Rafael Pérez
- Lluís Mezquida i Gené
- Carmelo Martínez
- Daniel de la Fuente Torron
- Fra Francesc Iglésies
- Joan Salvat i Bové
- José Sànchez Real
- Dr. José Adserà i Martorell
- Antoni Alsà (Máximo Burxa)
- Alfons Romeu
- M. Piquer Pellicer (Gerundio)
- P. Vallvè Morera
- Joan Serra i Vilaró
- Tomás d'Avila
- Salvà i Balcells
- Joaquim Avellà i Vives
- Modest Dalmau
- Feliciano Conde Conde
- Jesús Domínguez Bordona (Magín Evangelista)
- Carmelo Martínez Peñalver
- Josep M. Moragas i Soler
- Jordi Morant i Clanxet
- Leoncio Moreno (Gonzalo de Aragón)
- Josefina Domingo de Balaña
- Balart i Màrio
- Miquel Aleu
- Quintana i Argelès
- Salvador Ramon
- García Segarra
- Antoni Panadès
- Abian de Cuyà
- Florenci Giralt
- Joan de Cardona
- Guirao Homedes
- Enric Baixeras Sastre
- Balsach i Torrell
- Pere Batlle i Huguet
- Munté i Vila
- Nogués i Ferré
- Salvador Sedó
- Buqueras i Bach
- Dolors Cabré
- Roca i Guinovart
- Lluís Joanpere
- Bergues i Soriano
- Josep Maria Casas i Homs
- Torres i Brull
- Ferran de Castellarnau
- Antoni Delclòs
- Lluís Icart i Leonila
- Joaquim Icart i Leonila
- Xavier Icart
- Enric Pujol i Cayuelas
- Costa i Sarsanedas
- Xavier Ricomà
- Lluís Bonet i Punsoda
- Andreu de Palma
- Joan Casanova
- Francesc Tarrats
- Ramona Rosanes
- Marcel·lí Robert
- M. Martí
- Maria R. Padró
- José Roca i García
- Isidre Virgili
- Josep Manuel Llorens
- Enric Pujol
- Pere Vidal
- Carmela Díaz
- Olga Xirinacs
- Josep Pont i Gol
- Eduardo Baixauli i Morales (Baimon)
- Manuel de Montoliu
- Joaquim Avellà
- Anselm Allué
- Josep M. Melendres (Joan de Cardona)
- Pedro Rico
- Adolf Schulten
- Josep Ixart
- Manuel de Montoliu
- Félix Llovell i Fortuny
- Juan Potau Compte
- Pedro Ortega de la Torredembarra
- Vicente Amiguet
- Maria Dolores Loren
- Alberto Delgado

### Corresponsals
Reus
- Josep Banús i Sans
- José M. García Langelaan
- Joan Piñeiro
- Josep Maria Gort Sardà
- Josefina Ferrater
- Carles Tricaz
- Francesc Sabater
- Salvador Sedó
- Ramon Botet
- Francesc Sanjuan
- Francesc Martí Queixalós (Gertrudis)
- Antoni Zaragoza Mercadé (Anzame)
- Reig Borràs

Tortosa
- Josep Monllaó i Panisello (Llaonet)
- Tomàs Forteza i Segura (El Hermano Lobo)
- Barlet
- Masip Fonollosa
- Arnal
- Gamundi
- Pare Romaña
- Cid
- Blanch
- Daza
- Carmel Biarnés
- Beguer
- Josep Angel Odena

Valls
- Fàbregues
- Cisteré
- Ciriac
- Fontova
- París
- A. Galimany Sole

Montblanc
- Casanovas
- Lluís Ferré Carreras

Vendrell
- Pere Anoy Anell

Cambrils
- Josep Salceda Castells

L'Espluga de Francolí
- Joan Farré Gual
- Anton Guasch i Vernet

Torredembarra
- Josep M. Punsoda

La Móra
- J. Ardevol

El Catllar
- Joan Boronat

Alcover
- Diego Bertran

El Perelló
- A. Bover

Morell
- Joan Basora

Salou - Vila-seca
- Elias Pujol

Flix i Riba-roja d'Ebre
- Alfons Rofes Mestres

Garcia
- Joan Hernández

Marçà
- Baltasar Vendrell

La Canonja
- Francesc Roig

Riudoms
- A Micola

Priorat
- Jaume Sabaté

### Altres
Confeccionistes
- Laureà Simó

Administradors:
- Robert Andreu
- Wenceslao Andreu

## Localització
L'arxiu de la publicació es pot consultar físicament a la Biblioteca Hemeroteca Municipal de Tarragona.